# Portuguesa (Rio de Janeiro)
Portuguesa je četvrt u sjevernoj zoni Rio de Janeira. Nalazi se na otoku Governador.

## Podaci o četvrti
- površina (2003.): 118,64 ha
- ukupno stanovništvo (2000.): 24.733
- ukupno domicila (2000.): 7.596
- administrativna regija: XX - Ilha do Governador

## Sport
U četvrti se nalazi Associação Atlética Portuguesa, nogometni klub.